# Hippomedon abyssi
Hippomedon abyssi är en kräftdjursart. Hippomedon abyssi ingår i släktet Hippomedon och familjen Lysianassidae. Inga underarter finns listade i Catalogue of Life.